# Hydroptila auge
Hydroptila auge is een schietmot uit de familie Hydroptilidae. De soort komt voor in het Palearctisch gebied.